# Sorority Babes in the Slimeball Bowl-O-Rama
Pour plus de détails, voir Fiche technique et Distribution.
Sorority Babes in the Slimeball Bowl-O-Rama est un film américain réalisé par David DeCoteau, sorti en 1988.

## Synopsis
Trois étudiants pénètrent discrètement dans la sororité Tri-Delt pour observer le bizutage de nouvelles arrivantes, mais ils sont surpris par les filles. Les nouvelles sont alors chargées de se rendre au Bowl-O-Rama voisin avec les jeunes voyeurs pour y voler un trophée. Mais ils cassent ce trophée par inadvertance, ce qui libère un démon qui s’attaque aux jeunes gens.

## Fiche technique
- Titre : Sorority Babes in the Slimeball Bowl-O-Rama (Sorority Babes : sœurs froides en V.F.)
- Réalisation : David DeCoteau
- Scénario : Sergei Hasenecz
- Production : John Schouweiler, Charles Band
- Musique : Guy Moon
- Pays d'origine : États-Unis
- Genre : Horreur, fantastique
- Durée : 80 minutes
- Dates de sortie : 
  - 14 janvier 1988 (France)
  - 29 janvier 1988 (États-Unis)
- interdit aux moins de 12 ans

## Distribution
- Linnea Quigley : Spider
- Andras Jones (en) : Calvin
- Robin Stille (comme Robin Rochelle)  : Babs
- Brinke Stevens : Taffy
- Michelle Bauer : Lisa
- Hal Havens : Jimmie
- John Stuart Wildman : Keith
- Kathi O'Brecht : Rhonda
- Carla Baron : Frankie
- George Buck Flower : Le gardien
- Michael Sonye : The Imp (voix)

## Autour du film
- Après Nightmare Sisters en 1987, Sorority Babes in the Slimeball Bowl-O-Rama est le deuxième film de David DeCoteau à réunir les trois scream queens Linnea Quigley, Brinke Stevens et Michelle Bauer.
- La même année, Andras Jones et Linnea Quigley ont tous deux tourné dans  Le Cauchemar de Freddy (1988).